# Liste des évêques de Passau

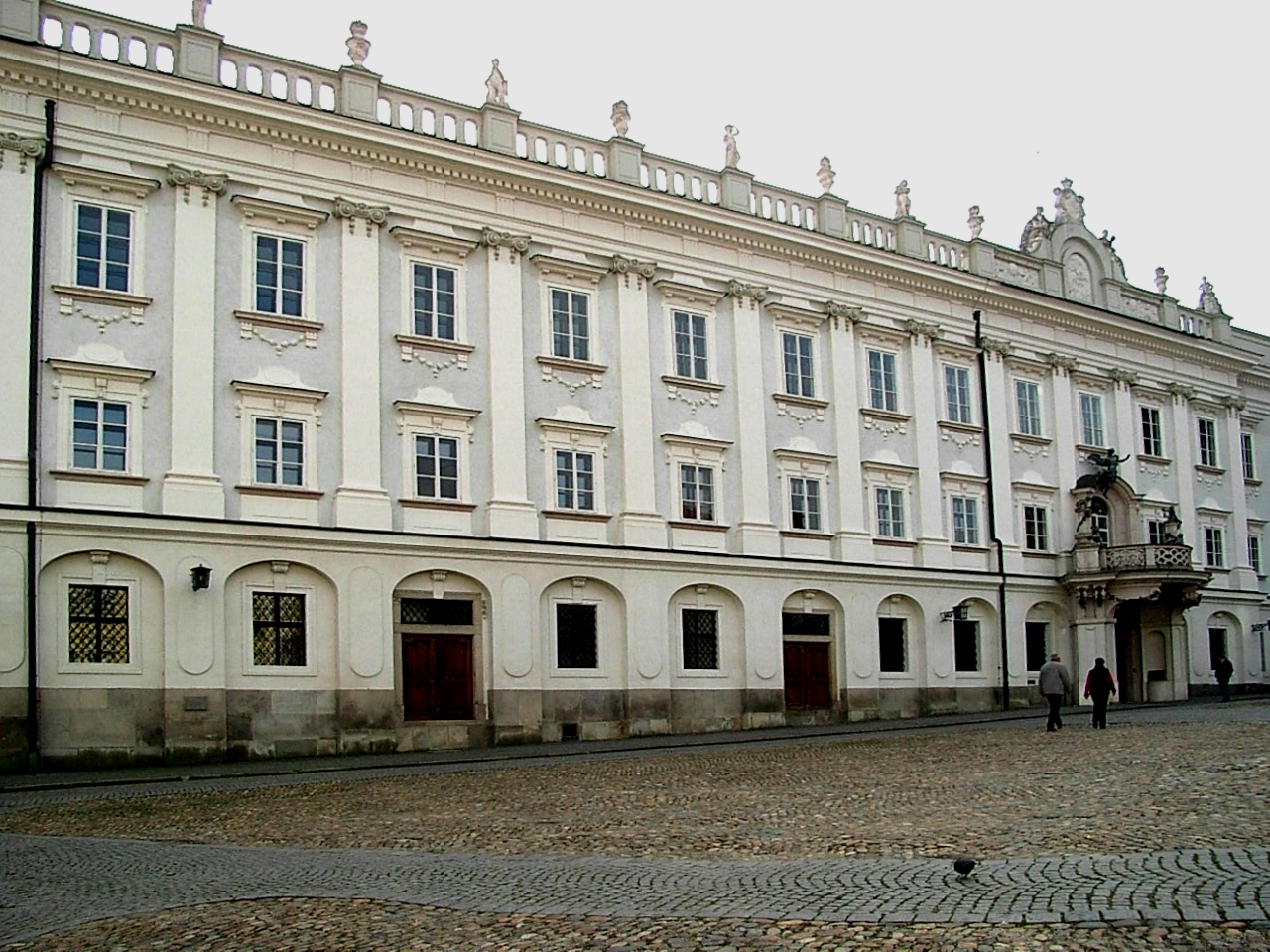
Résidence de l'évêque de Passau.

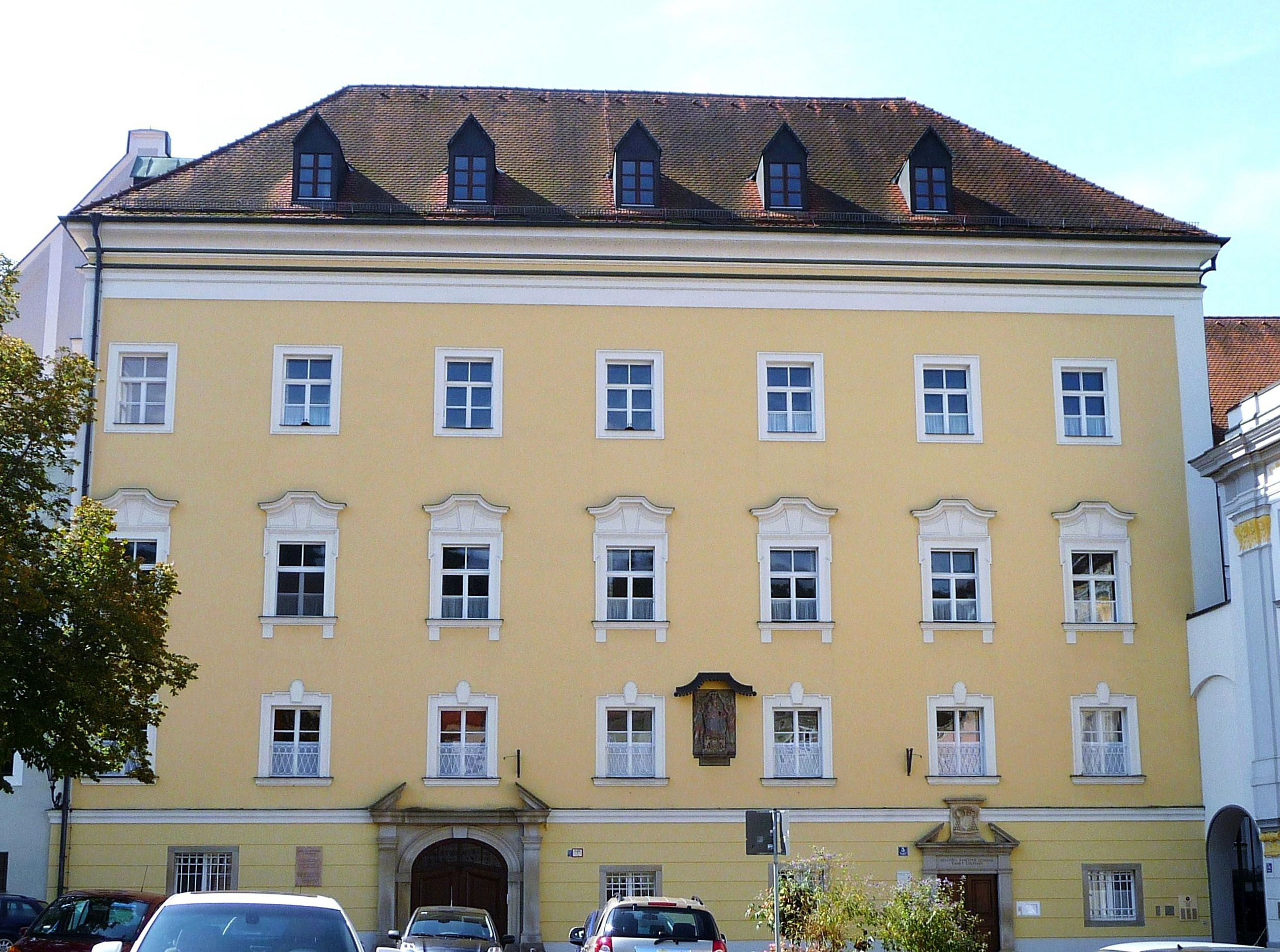
Séminaire de Passau. Les candidats au sacerdoce de Ratisbonne et Passau y font leur première année de propédeutique, puis suivent leurs études au grand séminaire de Ratisbonne.

Les évêques de Passau occupent le siège de la cathédrale de Passau suffragant de l'archidiocèse de Munich et Freising en Bavière.

## Liste des évêques de Passau[1]
- Saint Valentin de Passau † (? - 475) (évêque de Lorch)
- Vivilus † (723 - 20 février 745)
- Béatus † (745 - 748)
- Sidonius † (749 - 756)
- Antelme † (756 - 20 mars 765)
- Wisuric † (765 - 30 avril 774)
- Waldric † (14 août 774 - 17 septembre 804)
- Urolf † (804 - 806)
- Hatto † (806 - 16 décembre 817)
- Réginard † (818 - 6 novembre 838)
- Hartwig † (840 - 18 mai 866)
- Ermanric † (866 - 13 janvier 874)
- Engelmar † (874 - 31 décembre 897)
- Viching † (898 - 899 déposé)
- Richard † (899 - 16 septembre 903)
- Burcard † (903 - 915)
- Gumpold † (915 - octobre 931)
- Gérard † (931 - janvier 946)
- Adalbert † (946 - 15 juin 970)
- Pilgrim † (971 - 21 mai 991)
- Christian † (991 - septembre ou octobre 1013)
- Bérenger † (1013 - 14 juillet 1045)
- Égilbert ou Engelbert † (1045 - 17 mai 1065)
- Saint Altmann † (1065 - 8 août 1091)
  - Hermann d'Eppenstein (Eppensteiner) † (1085 - 1087) (antiévêque)
  - Thiemus † (1087 - 1105) (antiévêque)
- Uldéric ou Ulric † (16 mai 1092 - 7 août 1121)
- Réginmar † (1121 - 30 septembre 1138)
- Régimbert de Hagenau † (1138 - 10 novembre 1147)
- Conrad de Babenberg (de) † (1148 - 29 juin 1164), nommé archevêque de Salzbourg
  - Robert (Rupert) † (1164 - 5 novembre 1165) (évêque élu)
  - Albin † (1166) (évêque élu)
- Henri de Berg † (4 août 1169 - 1172 démis)
- Diepold ou Théobald de Berg † (4 septembre 1172 - 3 novembre 1190)
- Wolfgar d'Erla † (11 mars 1191 - 24 juin 1204), nommé patriarche d'Aquilée
- Poppo † (15 octobre 1204 - 26 décembre 1205)
- Manegold de Berg † (1206 - 9 juin 1215)
- Ulric d'Andechs-Diessen † (1215 - 31 octobre 1221)
- Gébard de Plain † (31 octobre 1222 - 10 octobre 1232), démis
- Rudigerus de Bergheim † (27 juin 1233 - 20 mars 1250), déposé
  - Conrad de Silésie † (1250 démis) (évêque élu)
- Berthold de Pietengau † (2 octobre 1250 - 10 avril 1254)
- Othon de Lonsdorf † (1254 - 9 avril 1265)
- Ladislas de Silésie † (10 novembre 1265 - 10 novembre 1265), nommé archevêque de Salzbourg
- Pierre de Passau † (24 novembre 1265 - 1er mai 1280)
- Wicard de Pohlheim † (21 août 1280 - 23 novembre 1282)
- Godefroy † (10 février 1283 - 26 avril 1285)
- Bernard de Prambach † (mai 1285 - 27 juillet 1313)
  - Albert de Habsbourg † (1313) (évêque élu)
  - Gébard † (1313 - 3 août 1315) (évêque élu)
  - Henri de la Tour-du-Pin † (3 juin 1317 - 4 mai 1319), nommé évêque de Metz (évêque élu)
- Albert de Saxe-Wittenberg † (14 juin 1320 - 19 mai 1342)
- Godefroy de Weißeneck † (26 janvier 1344 - 15 septembre 1362)
- Albert de Winkel † (29 janvier 1364 - avril 1380)
- Jean de Scharffenberg † (avril 1381 - 3 février 1387)
  - Hermann Digni † (1387) (évêque élu)
- Ruprecht de Berg † (11 mai 1387 - 9 novembre 1389), nommé évêque de Paderborn
- Georges de Hohenlohe † (18 juin 1389 - 8 août 1423)
- Leonardo di Laiming † (10 janvier 1424 - 24 juin 1451)
- Ulrich von Nußdorf † (4 novembre 1454 - 2 septembre 1479)
- Georg Hesler † (28 janvier 1480 - 21 septembre 1482), cardinal en 1477
- Friedrich Mauerkircher † (4 novembre 1482 - 22 novembre 1485)
- Friedrich von Öttingen † (15 février 1486 - 3 mars 1490)
- Christoph von Schachner † (26 juin 1490 - 3 janvier 1500)
- Wiguleus Fröschl von Marzoll † (29 avril 1500 - 6 novembre 1517)
  - Ernest de Bavière † (6 novembre 1517 succède - 21 mai 1540), nommé archevêque de Salzbourg (administrateur apostolique)
- Wolfgang von Salm † (18 febbraio 1541 - 5 décembre 1555)
- Wolfgang von Closen † (12 giugno 1553 - 7 août 1561)
- Urban von Trennbach † (19 novembre 1561 - 9 août 1598)
- Léopold V de Habsbourg † (9 août 1598 succède - 8 novembre/20 décembre 1625), démis
- Léopold-Guillaume d'Autriche † (1er février 1626 - 21 novembre 1662)
- Charles-Joseph d'Autriche † (21 novembre 1662 succède - 27 janvier 1664)
- Venceslas de Thun et Hohenstein (de) † (12 janvier 1665 - 6 janvier 1673)
- Sébastien de Pötting (de) † (25 septembre 1673 - 16 mars 1689)
- Johannes Philipp von Lamberg † (11 janvier 1690 - 20 octobre 1712)
- Raymond-Ferdinand de Rabatta (de) † (18 septembre 1713 - 26 octobre 1722)
- Joseph Dominicus von Lamberg † (15 mars 1723 - 30 août 1761)
- Joseph-Marie de Thun et Hohenstein (de) † (29 mars 1762 - 15 juin 1763)
- Leopold Ernst von Firmian † (26 septembre 1763 - 13 mars 1783)
- Joseph Franz Anton von Auersperg † (25 juin 1784 - 21 août 1795)
- Thomas Johann Kaspar von Thun und Hohenstein † (18 décembre 1795 - 7 octobre 1796)
- Léopold-Léonard de Thun et Hohenstein (de) † (24 juillet 1797 - 22 octobre 1826)
- Karl Joseph von Riccabona (de) † (9 avril 1827 - 25 mai 1839)
- Heinrich von Hofstätter (de) † (23 décembre 1839 - 12 mai 1875)
- Josef Franz von Weckert (de) † (28 janvier 1876 - 13 mars 1889)
- Antonius von Thoma (de) † (27 mai 1889 - 30 décembre 1889), nommé archevêque de Munich et Freising
- Michael von Rampf (de) † (30 décembre 1889 - 29 mars 1901)
- Anton von Henle † 18 avril 1901 - 6 décembre 1906), nommé évêque de Ratisbonne
- Sigismund Felix von Ow-Felldorf † (6 décembre 1906 - 11 mai 1936)
- Simon Konrad Landersdorfer (de), O.S.B. † (11 septembre 1936 - 27 octobre 1968), démissionne[2]
- Antonius Hofmann (de) † (27 octobre 1968 succède - 15 octobre 1984 retiré)
- Franz Xaver Eder † (15 octobre 1984 succède - 8 janvier 2001 retiré)
- Wilhelm Schraml (de) (13 décembre 2001 - 1er octobre 2012 retiré)
- Stefan Oster, S.D.B., depuis le 4 avril 2014